# Aurelia Musto
Aurelia Musto (3 de noviembre de 1884-7 de mayo de 1952), fue una primera actriz argentina de la época dorada cinematográfica.

## Carrera
Aurelia Musto fue una actriz característica del cine sonoro argentino. Compartió escenario con las míticas estrellas cinematográficas como Florencio Parravicini, Perla Mux, Felisa Mary, Esperanza Palomero, Pierina Dealessi, Enriqueta Castellanos, María Martínez, Irma Córdoba, Santiago Arrieta, Juan Mangiante, Carmen Morel, Amalia Bernabé, Laura Nélson, Enrique Vico, Arturo Sánchez, Aurelia Krauss y Delia Solari, entre otros.
Llegó a formar su propia compañía teatral donde dio lugar a figuras de la talla de Libertad Lamarque. También integró de "La Compañía Pablo Podestá"  dirigida por José Podestá, en el Teatro Nacional, trabajando entre otros con Blanca Podestá, Orfilia Rico, María Padín, Rosa Santillán, Guido Piotti, Félix Rico,  entre otros.
Rodeó a Carlos Gardel, que estaba por ese entonces circunstancialmente desprendido del dúo Gardel-Razzano, junto con las actrices Ilde Pirovano, Rosa Bozán (madre de Olinda Bozán) y María Cambre

### Filmografía
- 1917: Flor de durazno
- 1936: Don Quijote del altillo
- 1937: Sol de primavera como Doña Remedios
- 1937: Los muchachos de antes no usaban gomina como Elvira (Sra.Rosales)
- 1938: Cantando llegó el amor
- 1938: La que no perdonó como Doña Enriqueta
- 1939: Retazo
- 1939: Sombras de Buenos Aires
- 1939: La modelo de la calle Florida

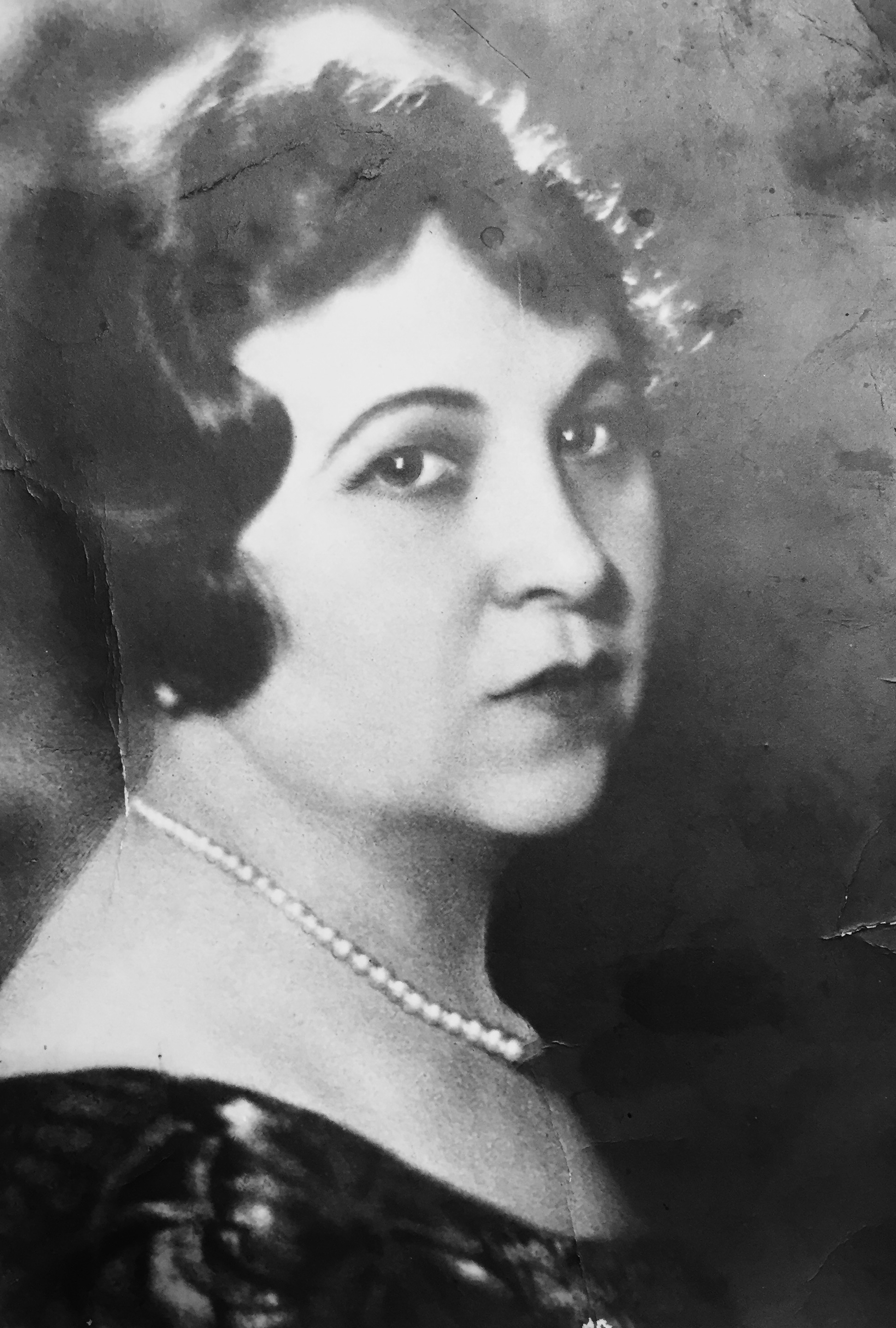
Aurelia Musto en su juventud

- 1940: Caprichosa y millonaria
- 1940: Pájaros sin nido
- 1941: El cantar de mis penas
- 1951: Mi vida por la tuya
- 1953: Dock Sud[2]

### Teatro
- Luz de hoguera
- Hacia las cumbres
- Mozo de suerte
- 'Los paraísos artificiales
- La novia de Floripondio, de Hickens
- Silvio Torcelli
- La suerte perra
- Crisis matrimonial
- Los espantajos
- La vuelta de Braulio
- El zonda
- Rozas (1916)
- Juvenilla (1920)
- El rancho de las violetas, de Facio Habecquer[3]
- Las dos llamas como Adela